# Triathlon-Europameisterschaften 2022

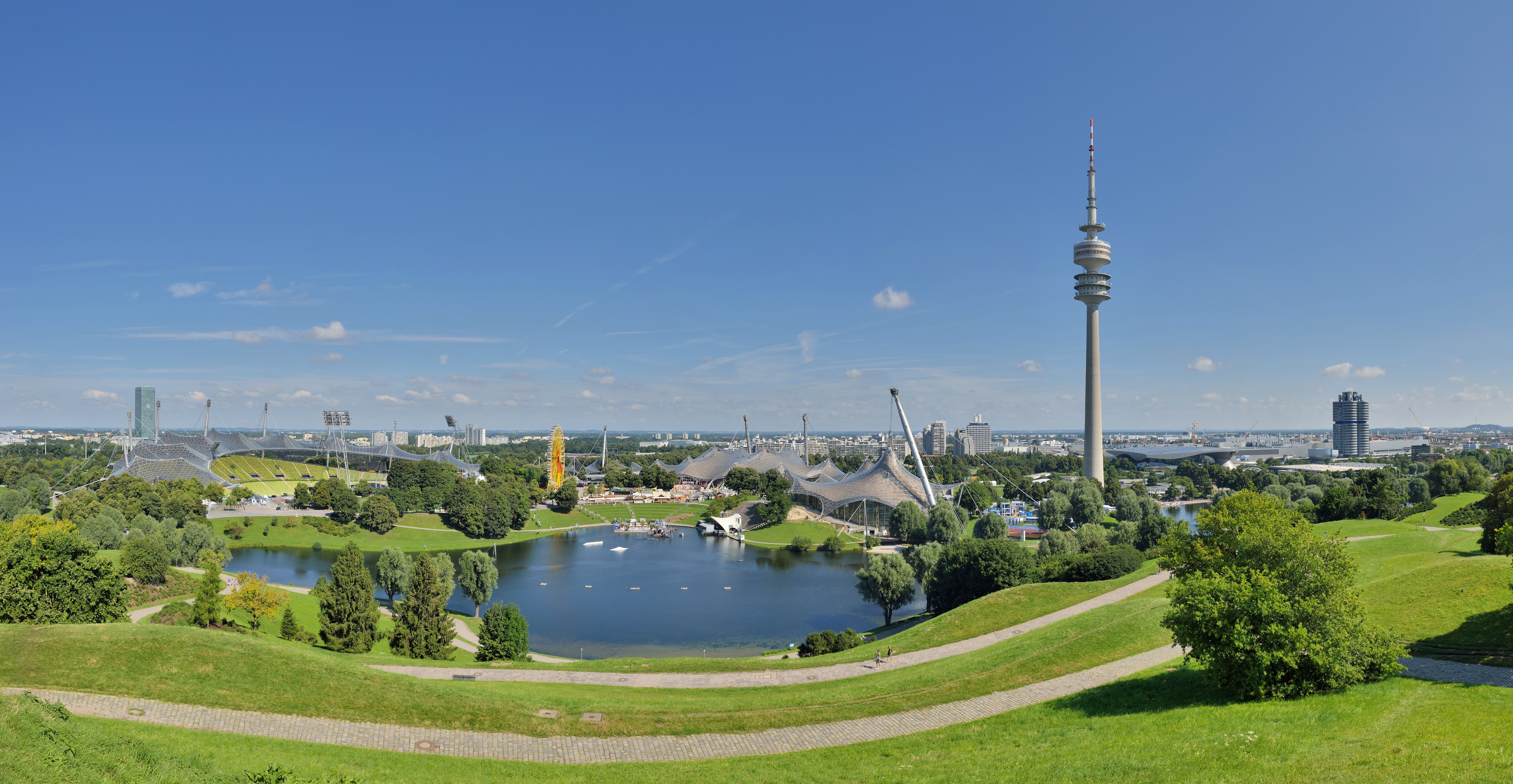
Olympiapark München

Die Triathlon-Europameisterschaften 2022 wurden vom 12. bis 14. August 2022 im Olympiapark in München ausgetragen. Die Europameisterschaften waren Teil der 2. European Championships, die vom 11. bis 21. August 2022 in München stattfanden, und wurden von der European Triathlon Union (ETU) organisiert.

## Organisation
Es fanden drei Wettbewerbe für die Elite-Athleten (Profis) statt – je ein Männer-, Frauen- und Mixed-Wettbewerb.
Die Elite-Triathlon-Wettbewerbe der Männer und Frauen wurden über die olympische Distanz ausgetragen (1,5 km Schwimmen, 40 km Radfahren und 10 km Laufen). Der Mixed-Wettbewerb mit zwei Frauen und zwei Männern geht über jeweils 300 m Schwimmen, 7,2 km Radfahren und 1,60 km Laufen.
Das Schwimmen fand im Olympiasee statt, im Olympiapark war die Wechselzone für das Radfahren und das Laufen. An den Wettkämpfen nahmen etwa 150 Athleten teil. Außerdem fanden in diesem Rahmen auch die Europameisterschaften über die Triathlon-Sprintdistanz der Altersklassen statt (750 m Schwimmen, 20 km Radfahren und 5 km Laufen).

## Ergebnisse

### Frauen
12. August, 17:15 Uhr

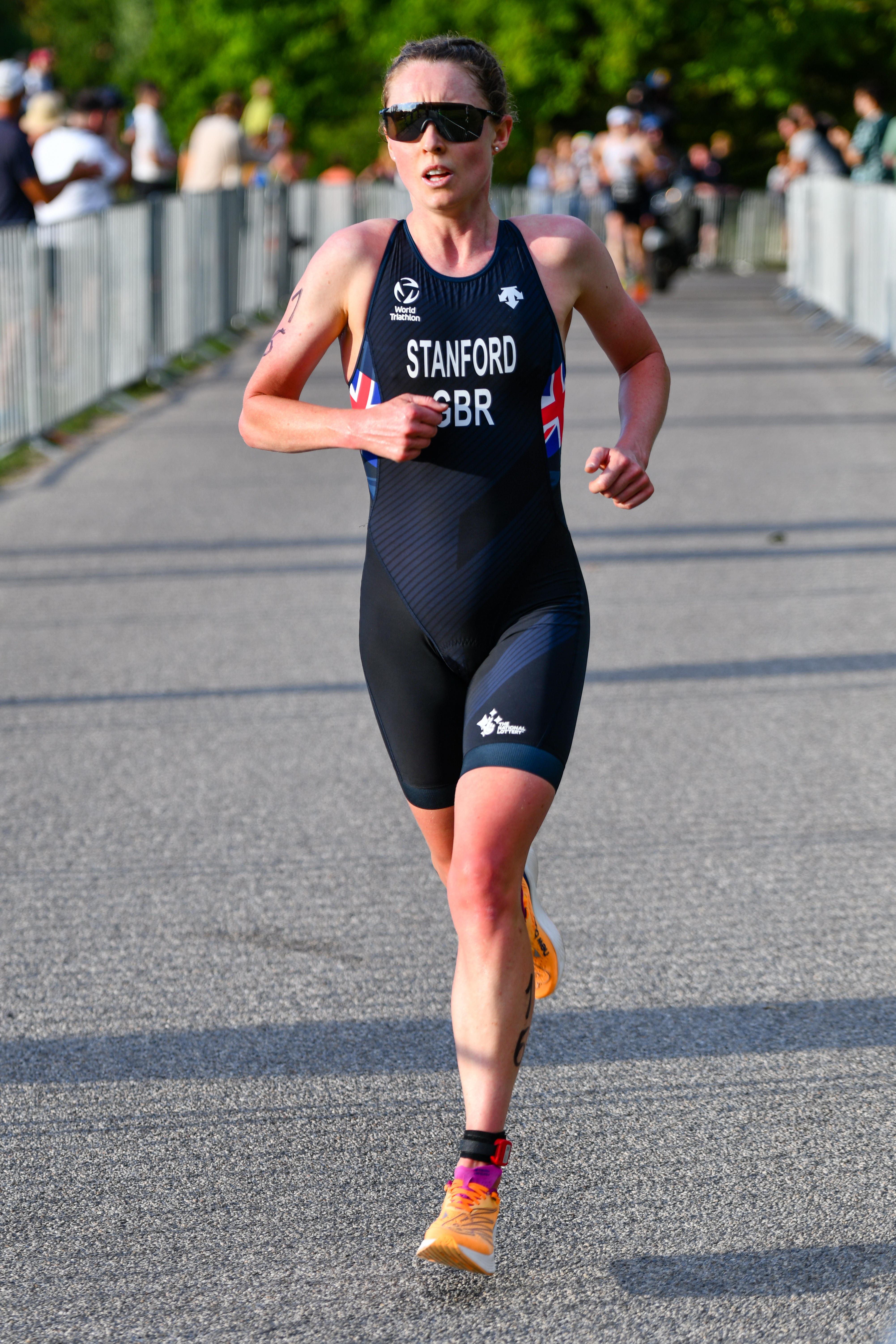
Europameisterin Non Stanford bei ihrem Sieglauf

Die Triathlon-Europameisterin 2022 über die olympische Distanz (1,5 km Schwimmen, 40 km Radfahren und 10 km Laufen) ist die 33-jährige Non Stanford aus Großbritannien, die Deutsche Laura Lindemann holte sich Silber und Dritte wurde die Französin Emma Lombardi.
| Platz | Athletin               | Nation          | Zeit (h) | Defizit (min) |
| ----- | ---------------------- | --------------- | -------- | ------------- |
| 01    | Non Stanford           | Großbritannien  | 1:52:10  |               |
| 02    | Laura Lindemann        | Deutschland     | 1:52:19  | +0:09         |
| 03    | Emma Lombardi          | Frankreich      | 1:52:22  | +0:12         |
| 04    | Nina Eim               | Deutschland     | 1:52:51  | +0:41         |
| 05    | Cassandre Beaugrand    | Frankreich      | 1:53:05  | +0:55         |
| 06    | Julie Derron           | Schweiz         | 1:53:10  | +1:00         |
| 07    | Miriam Casillas García | Spanien         | 1:53:23  | +1:13         |
| 08    | Alberte Kjær Pedersen  | Dänemark        | 1:53:32  | +1:22         |
| 09    | Julia Hauser           | Österreich      | 1:53:41  | +1:31         |
| 10    | Annika Koch            | Deutschland     | 1:53:44  | +1:34         |
| 11    | Maria Tomé             | Portugal        | 1:53:47  | +1:37         |
| 12    | Paulina Klimas         | Polen           | 1:53:55  | +1:45         |
| 13    | Lisa Tertsch           | Deutschland     | 1:54:03  | +1:53         |
| 14    | Valerie Barthelemy     | Belgien         | 1:54:11  | +2:01         |
| 15    | Verena Steinhauser     | Italien         | 1:54:21  | +2:11         |
| 16    | Rachel Klamer          | Niederlande     | 1:54:33  | +2:23         |
| 17    | Anna Godoy             | Spanien         | 1:55:42  | +3:32         |
| 18    | Luisa Iogna-Prat       | Italien         | 1:55:44  | +3:34         |
| 19    | Marlene Gomez-Göggel   | Deutschland     | 1:56:13  | +4:03         |
| 20    | Rani Škrabanja         | Niederlande     | 1:56:51  | +4:41         |
| 21    | Cathia Schär           | Schweiz         | 1:57:03  | +4:53         |
| 22    | Hanne De Vet           | Belgien         | 1:57:21  | +5:11         |
| 23    | Tereza Zimovjanová     | Tschechien      | 1:57:40  | +5:30         |
| 24    | Melanie Santos         | Portugal        | 1:57:40  | +5:30         |
| 25    | Stine Dale             | Norwegen        | 1:57:53  | +5:43         |
| 26    | Noelia Juan            | Spanien         | 1:57:59  | +5:49         |
| 27    | Issy Morris            | Großbritannien  | 1:58:08  | +5:58         |
| 28    | Léonie Périault        | Frankreich      | 1:58:24  | +6:14         |
| 29    | Solveig Løvseth        | Norwegen        | 1:58:50  | +6:40         |
| 30    | Marta Pintanel         | Spanien         | 1:58:56  | +6:46         |
| 31    | Zsófia Kovács          | Ungarn          | 1:59:16  | +7:06         |
| 32    | Kaidi Kivioja          | Estland         | 1:59:28  | +7:18         |
| 33    | Zuzana Michalíková     | Slowakei        | 1:59:45  | +7:35         |
| 34    | Nora Gmür              | Schweiz         | 1:59:47  | +7:37         |
| 35    | Heidi Juránková        | Tschechien      | 2:00:32  | +8:22         |
| 36    | Iona Miller            | Großbritannien  | 2:00:53  | +8:43         |
| 37    | Barbara de Koning      | Niederlande     | 2:01:05  | +8:55         |
| 38    | Ivana Kuriačková       | Slowakei        | 2:01:51  | +9:41         |
| 39    | Emma Varga             | Schweden        | 2:03:14  | +11:04        |
| 40    | Jeanne Lehair          | World Triathlon | 2:03:49  | +11:39        |
| 41    | Helena Carvalho        | Portugal        | 2:08:44  | +16:34        |
|       | Marie Carlsson         | Schweden        | DNF      |               |
|       | Ilaria Zane            | Italien         | DNF      |               |
|       | Anabel Knoll           | Deutschland     | DNF      |               |
|       | Lotte Miller           | Norwegen        | DNF      |               |
|       | Lisa Perterer          | Österreich      | DNF      |               |
|       | Marit van den Berg     | Niederlande     | LAP      |               |
|       | Noémi Sárszegi         | Ungarn          | LAP      |               |
|       | Margaréta Bičanová     | Slowakei        | LAP      |               |
|       | Jolien Vermeylen       | Belgien         | DNF      |               |
|       | Julia Kekkonen         | Finnland        | LAP      |               |
|       | Maryna Kyryk           | Ukraine         | DNF      |               |
|       | Inga Paplauske         | Litauen         | LAP      |               |
|       | Baiba Medne            | Lettland        | LAP      |               |
|       | Sophie Alden           | Großbritannien  | DNF      |               |
|       | Petra Kuříková         | Tschechien      | DNF      |               |

### Männer

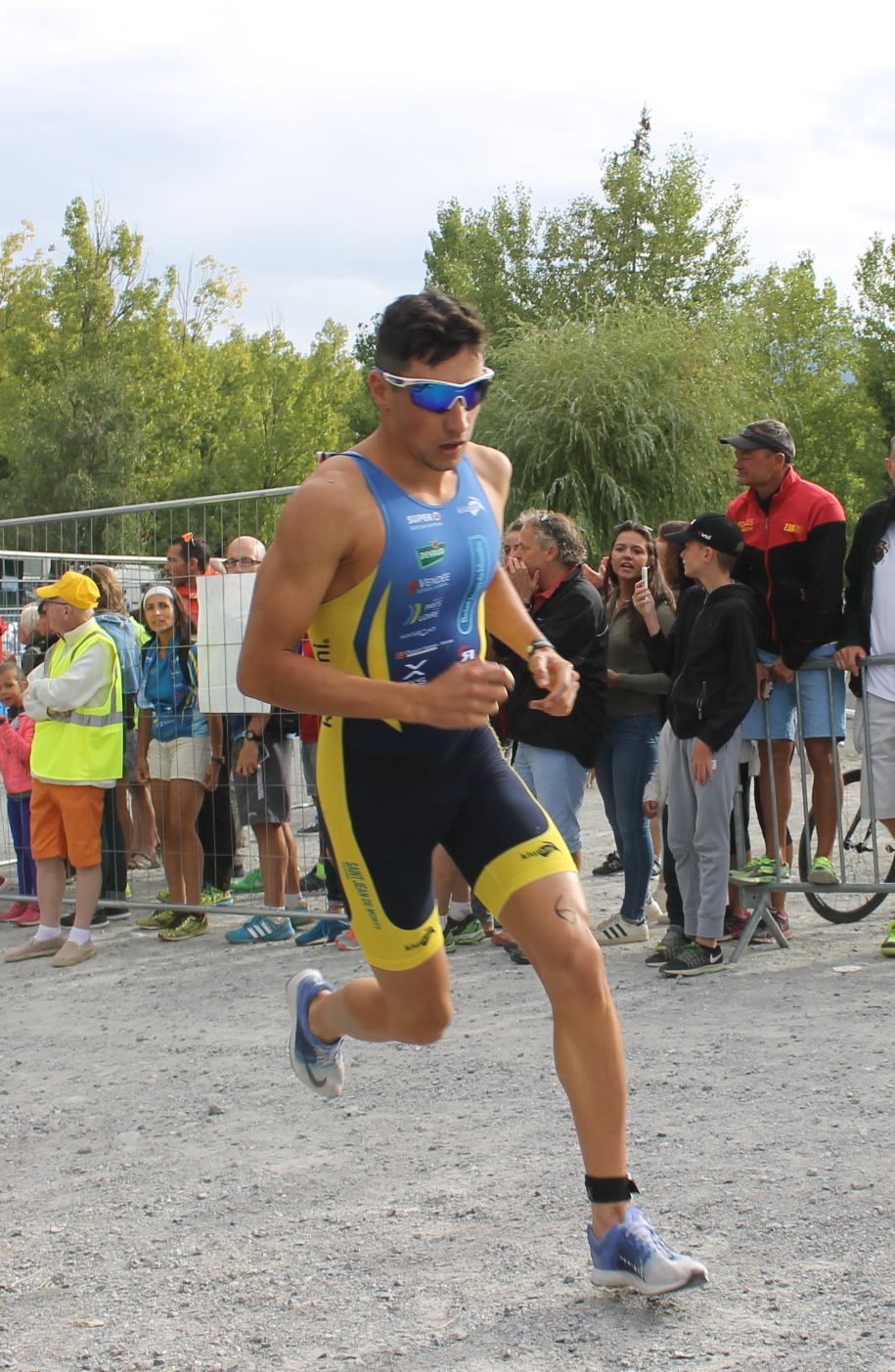
Europameister Léo Bergère

Bei den Männern platzierten sich am 13. August 2022 mit Léo Bergère, Pierre Le Corre und Dorian Coninx drei französische Athleten auf den Medaillenrängen.
| Platz | Athlet           | Nation      | Zeit (h) |
| ----- | ---------------- | ----------- | -------- |
| 01    | Léo Bergère      | Frankreich  | 1:41:09  |
| 02    | Pierre Le Corre  | Frankreich  | 1:41:17  |
| 03    | Dorian Coninx    | Frankreich  | 1:41:24  |
| 04    | Csongor Lehmann  | Ungarn      | 1:41:30  |
| 05    | Jelle Geens      | Belgien     | 1:41:39  |
| 06    | João Pereira     | Portugal    | 1:41:49  |
| 07    | Jonas Schomburg  | Deutschland | 1:42:08  |
| 08    | Michele Sarzilla | Italien     | 1:42:33  |
| 09    | Simon Westermann | Schweiz     | 1:42:38  |
| 11    | Alois Knabl      | Österreich  | 1:42:50  |
| 16    | Leon Pauger      | Österreich  | 1:43:30  |

13. August, 16:00 Uhr

Weitere Teilnehmer aus deutschsprachigen Ländern:

18.  Lasse Lührs, 1:43:38

21.  Tim Hellwig, 1:44:07

22.  Max Studer, 1:44:12

35.  Jannik Schaufler, 1:45:41

16.  Tjebbe Kaindl, 1:48:04

 Lasse Nygaard Priester, DNF

### Mixed-Team Staffel
| Platz | Nation         | Athleten                                                                  | Zeit    |
| ----- | -------------- | ------------------------------------------------------------------------- | ------- |
| 01    | Frankreich     | Léo Bergere Emma Lombardi Dorian Coninx Cassandre Beaugrand               | 1:25:30 |
| 02    | Deutschland    | Valentin Wernz Nina Eim Simon Henseleit Laura Lindemann                   | 1:26:03 |
| 03    | Schweiz        | Max Studer Cathia Schär Simon Westermann Julie Derron                     | 1:26:19 |
| 04    | Belgien        | Jelle Geens Valerie Barthelemy Erwin Vanderplancke Jolien Vermeylen       | 1:27:01 |
| 05    | Spanien        | Genis Grau Miriam Casillas García Mario Mola Anna Godoy Contreras         | 1:27:02 |
| 06    | Österreich     | Alois Knabl Therese Feuersinger Leon Pauger Julia Hauser                  | 1:27:25 |
| 07    | Portugal       | Vasco Vilaça Melanie Santos João José Pereira Maria Tomé                  | 1:27:31 |
| 08    | Norwegen       | Vetle Bergsvik Thorn Lotte Miller Casper Stornes Solveig Løvseth          | 1:27:41 |
| 09    | Dänemark       | Emil Holm Alberte Kjær Pedersen Oscar Gladney Rundqvist Sif Bendix Madsen | 1:27:59 |
| 10    | Ungarn         | Márk Dévay Zsanett Bragmayer Csongor Lehmann Lili Dobi                    | 1:28:35 |
| 11    | Italien        | Alessio Crociani Angelica Prestia Nicolò Strada Carlotta Missaglia        | 1:28:50 |
| 12    | Großbritannien | Hamish Reilly Iona Miller Ben Dijkstra Non Stanford                       | 1:29:14 |
| 13    | Tschechien     | Jan Volár Tereza Zimovjanová Radim Grebík Heidi Juránková                 | 1:29:26 |
| 14    | Niederlande    | Donald Hillebregt Rani Skrabanja Victor Goené Barbara de Koning           | 1:29:50 |
| 15    | Polen          | Michał Oliwa Paulina Klimas Marcin Stanglewicz Zuzanna Sudak              | 1:30:24 |
| 16    | Schweden       | Andreas Carlsson Emma Varga Gabriel Sandør Marie Carlsson                 | 1:30:32 |
|       | Israel         | Shachar Sagiv Aviv Levi Itamar Eshed Hagar Cohen Kalif                    | LAP     |
|       | Ukraine        | Yegor Martynenko Sofiya Pryyma Vitalii Vorontsov Maryna Kyryk             | LAP     |

## Medaillenspiegel
| Platz | Land                   | Gold | Silber | Bronze | Gesamt |
| ----- | ---------------------- | ---- | ------ | ------ | ------ |
| 1     | Frankreich             | 2    | 1      | 2      | 5      |
| 2     | Vereinigtes Königreich | 1    | 0      | 0      | 1      |
| 3     | Deutschland            | 0    | 2      | 0      | 2      |
| 4     | Schweiz                | 0    | 0      | 1      | 1      |
| Total | Total                  | 3    | 3      | 3      | 9      |